# Discovery Geopark
Het Discovery Geopark is een door UNESCO erkend mondiaal geopark in de Canadese provincie Newfoundland en Labrador. Het geopark omvat de oostelijke helft van Bonavista, een groot schiereiland aan de oostkust van het eiland Newfoundland. Het gebied is beroemd omwille van de spectaculaire rotsformaties en uitzonderlijke fossielenvindplaatsen.

## Naam
De naam van het park verwijst naar de Italiaanse ontdekkingsreiziger Giovanni Caboto (John Cabot) die in 1497 Newfoundland ontdekte. Het wordt vermoed dat hij voet aan wal zette op Bonavista, vandaar wordt het schiereiland ook "the discovery region" genoemd.

## Geografie en geologie
Het Discovery Geopark heeft een oppervlakte van 1150 km² en 280 km aan ruwe, rotsachtige kustlijn. In de historisch en cultureel belangrijke regio wonen zo'n 8000 inwoners, met de gemeente Bonavista als grootste kern. Het gebied is bereikbaar via de provinciale routes NL-230 en NL-233 die gemeenzaam bekendstaan als de "Discovery Trail". Er is daarnaast een uitgebreid netwerk aan wandelroutes.
De kust van het geopark is rijk aan grotten, natuurlijke bogen en brandingspilaren. Het gebied staat daarnaast bekend als een van de belangrijkste vindplaatsen van fossielen uit het Ediacarium ter wereld. De tot 560 miljoen jaar oude fossielen zijn daarenboven op verschillende plaatsen goed zichtbaar aan het oppervlak.

## Sites
De belangrijkste sites in het geopark zijn:
- De natuurlijke haven van Trinity (Gun Hill Trail)
- De fossielensite van Port Union (National Historic District Boardwalk)
- De Haootia-fossielen nabij Port Union (Murphy's Cove Trail & Lodge's Pond Trail)
- De aardekelders van Elliston
- De brandingspilaar The Chimney in Spillars Cove (Klondike Trail)
- The Dungeon Provincial Park nabij Cape Bonavista (Cape Shore Trail)
- Het strand Long Beach te Bonavista
- De veelkleurige gelaagde rotsen van Brook Point nabij King's Cove (Lighthouse Trail)
- De bijzondere rotsformaties genaamd The Devil's Footprints te Keels
- De natuurlijke boog of sea arch van Tickle Cove

## Galerij

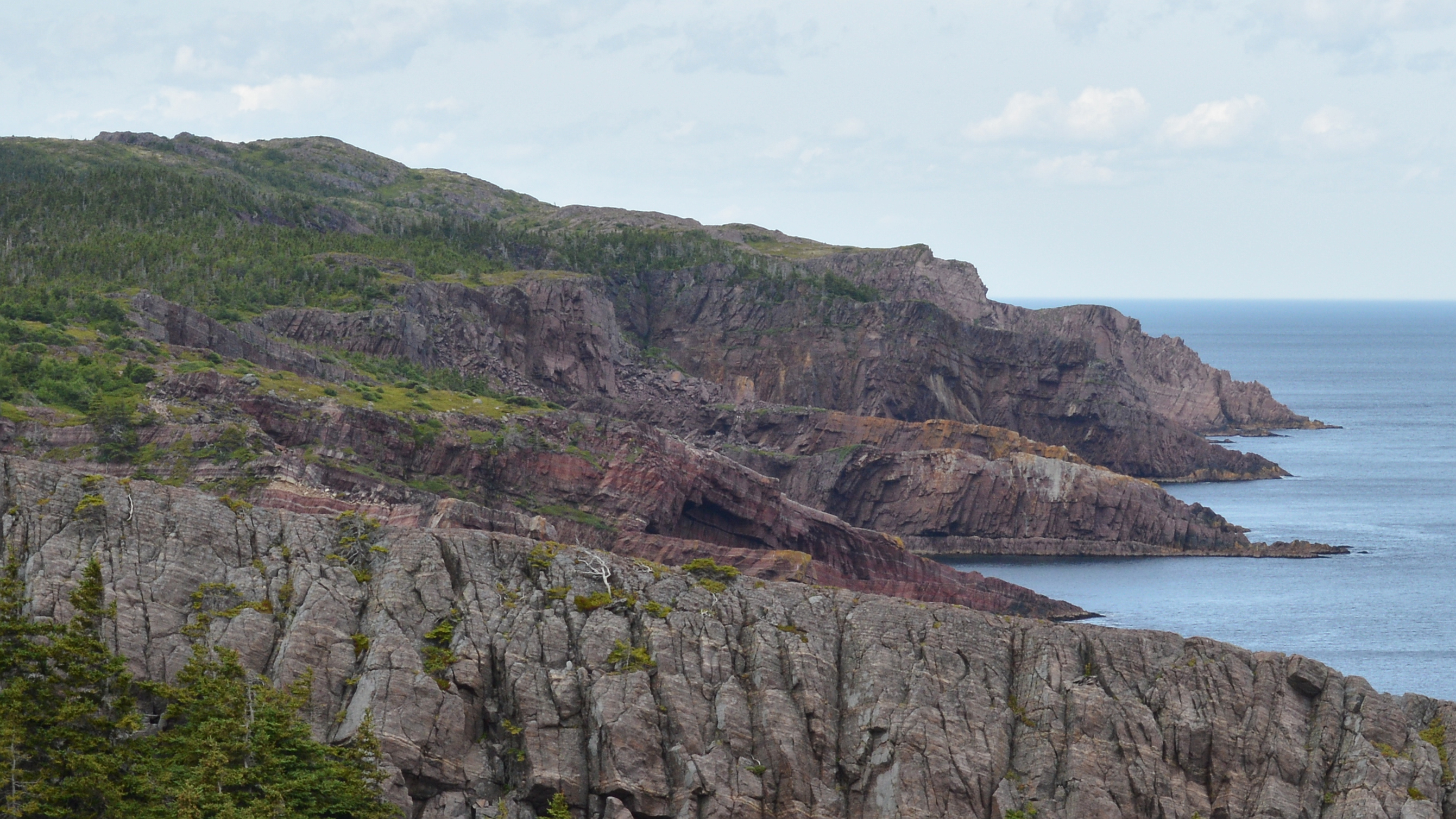
De kustlijn bij King's Cove
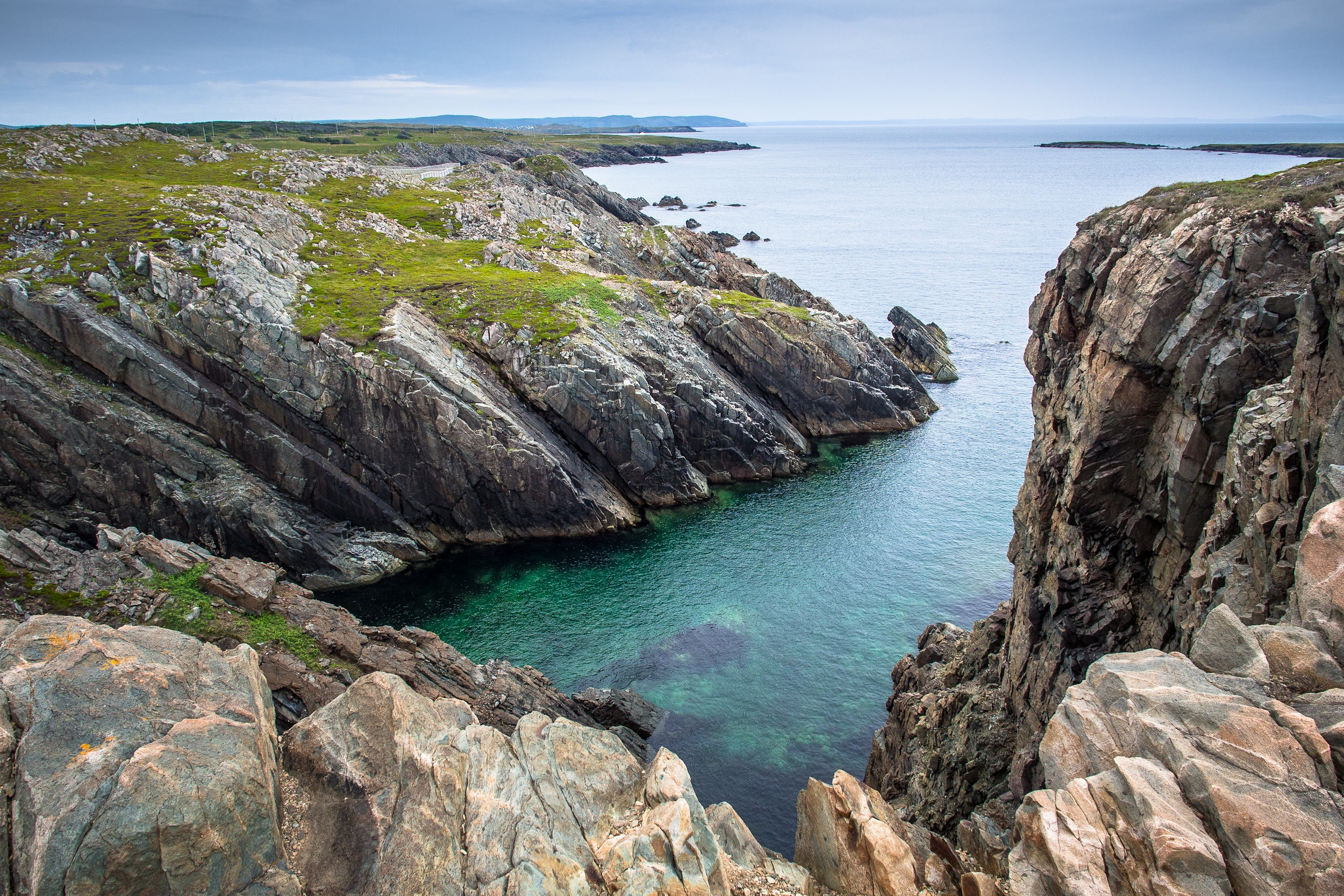
Rotsachtige kust nabij Cape Bonavista
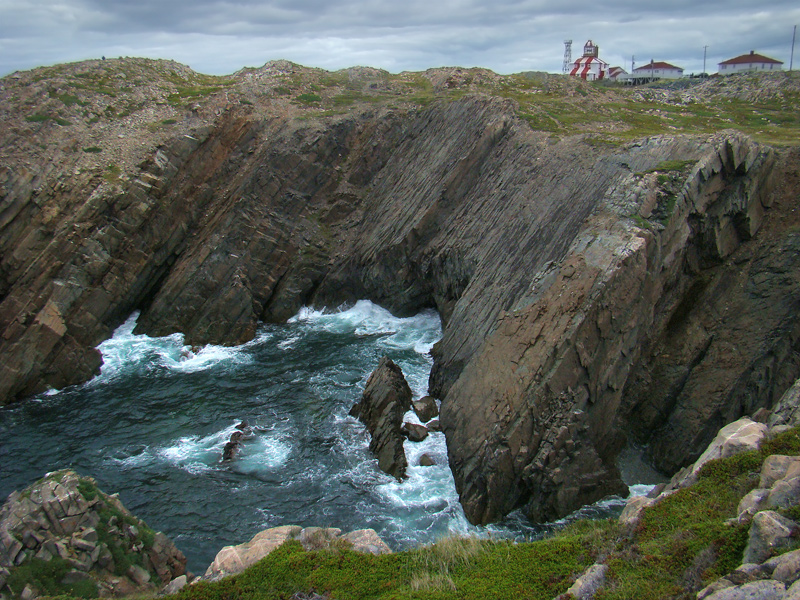
Steile klif aan Cape Bonavista met vuurtoren op achtergrond
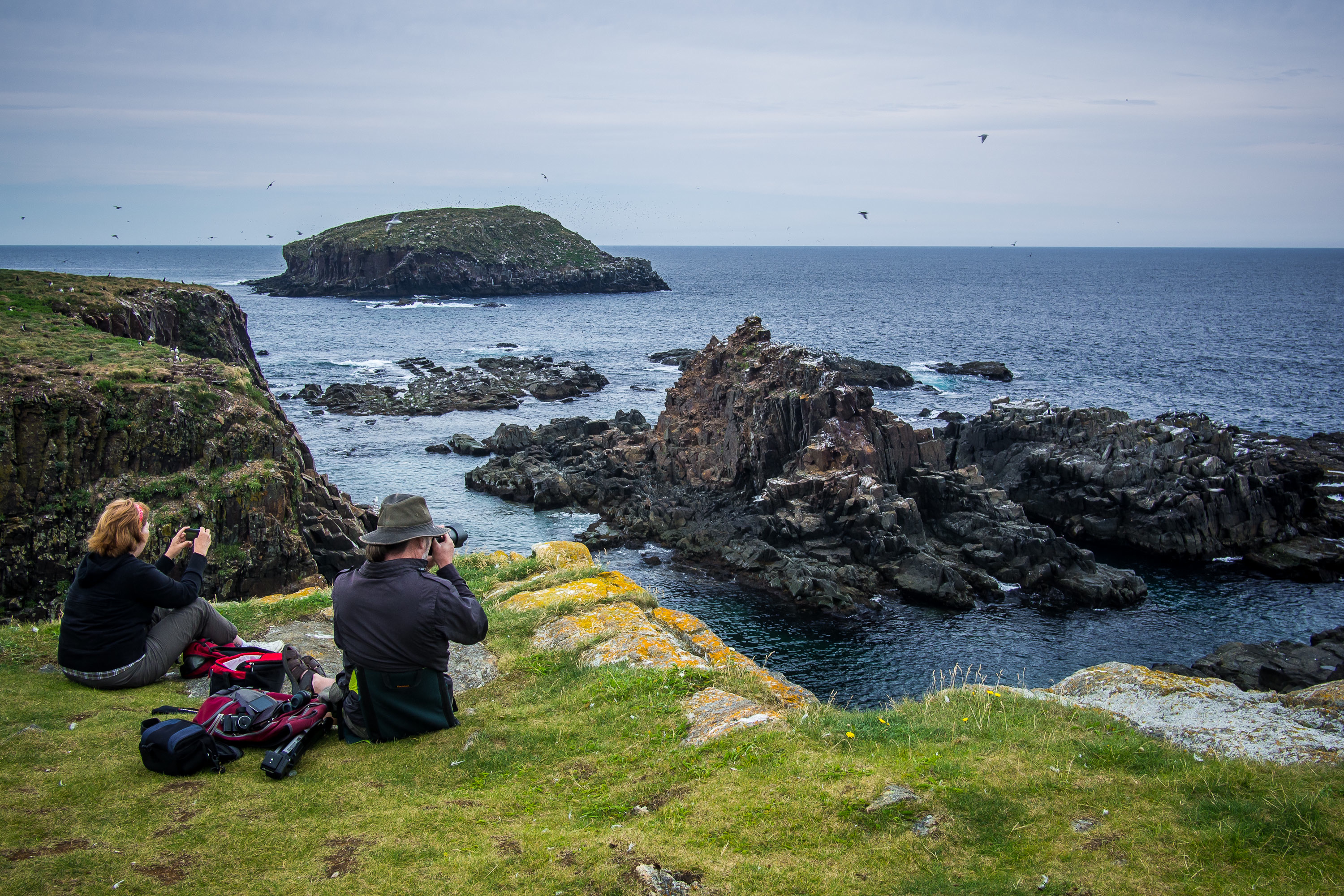
Vogelspotters bij de papegaaiduikerkolonie van Elliston
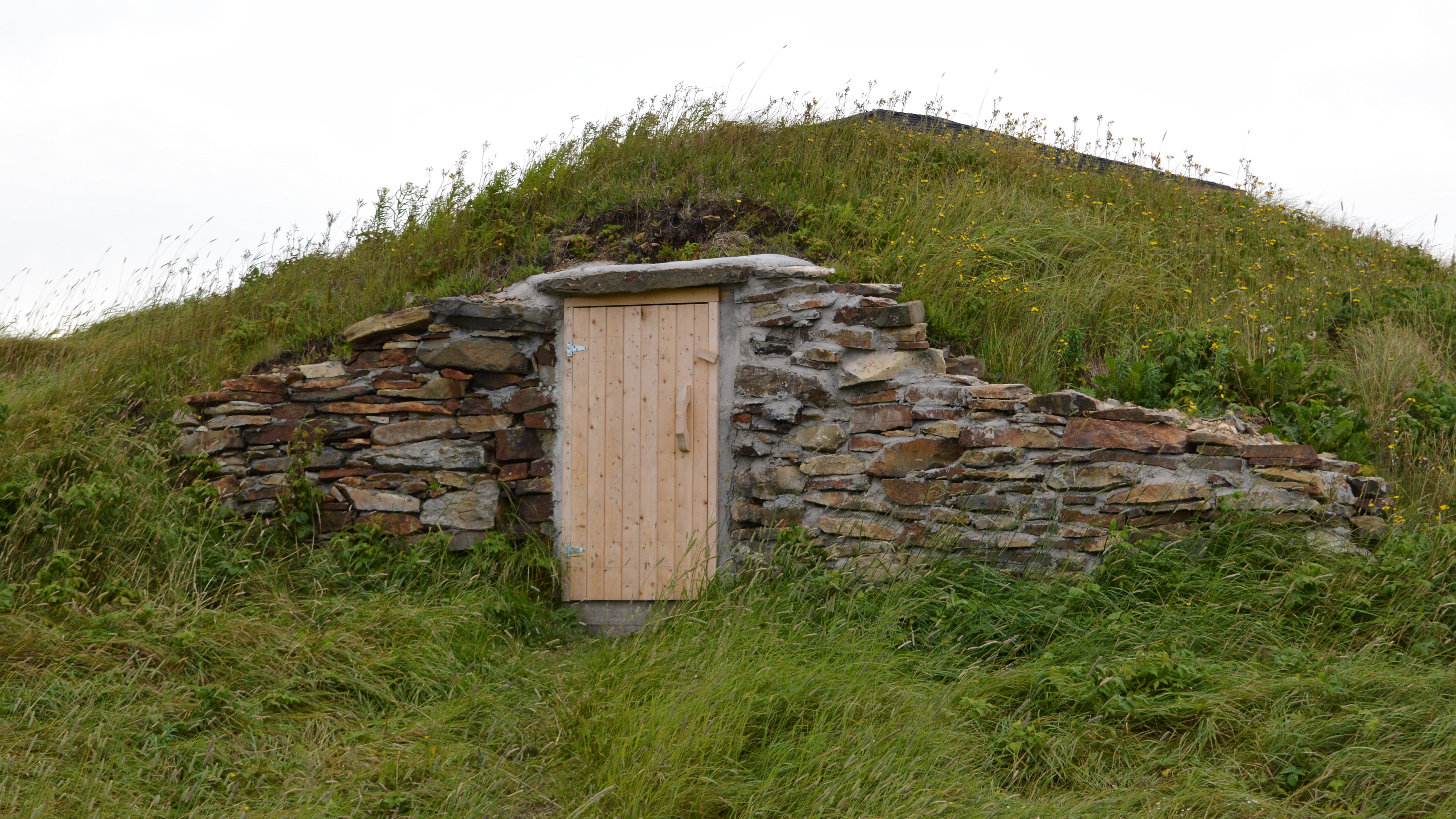
Typische aardekelder in Elliston